# 密花节节菜
密花节节菜（学名：Rotala densiflora）为千屈菜科节节菜属下的一个种。

## 扩展阅读
- 維基物種上的相關：密花节节菜